# Frederik Julius Billeskov Jansen
Frederik Julius Billeskov Jansen, född den 30 september 1907 i Hvidbjerg i Thy, död den 21 juni 2002 i Köpenhamn, känd som Billeskov, var en dansk litteraturhistoriker och författare.

## Biografi
Billeskov tog studentexamen i Herlufsholm 1926, och studerade därefter danska och franska vid Köpenhamns universitet 1926–1932. Han blev 1938 lektor i danska språket vid Sorbonne i Paris, och skrev då sitt stora arbete Holberg som epigrammatiker og essayist I–II (1938–1939). Han var senare professor i dansk litteratur vid Köpenhamns universitet åren 1946–1977.
Billeskov var en av de främsta nordiska företrädarna för den riktning inom modern litteraturvetenskap som sätter textanalysen i centrum, där man undersöker de poetiska motiven och den poetiska teknikens historia, i motsats till den biografiskt betonade litteraturforskningen.
Metoden för denna forskning redovisade han i Poetik I–II (1941–1945) och tillämpade i det stora översiktsverket Danmarks digtekunst I–III (1944–1958). Han medverkade även i Dansk litteraturhistorie 1–4 (1964–1966) och i Verdens Litteraturhistorie 1–12 (1971–1974), för vilken han också var huvudredaktör (den kom även ut i en svensk upplaga kallad Litteraturens världshistoria).

## Priser och hedersbetygelser
- 1936 – Köpenhamns universitets guldmedalj (allmän litteraturvetenskap)
- 1948 – Selskabet for de skiønne og nyttige Videnskabers pris
- 1958 – Holberg-medaljen
- 1967 – Ledamot av Det Danske Akademi
- 1968 – Kommendör av Dannebrogsorden
- 1969 – G.E.C. Gads Fonds hederspris
- 1972 – Dansk Forfatterforenings H.C. Andersen Legat
- 1979 – Krebs' Skoles pris
- 1979 – Hedersdoktor vid Lunds universitet
- 1981 – Hedersdoktor vid Universitetet i Oslo
- 1984 – Einar Hansens Forskningsfond, Malmö
- 1984 – Invald som utländsk ledamot av svenska Kungliga Vetenskapsakademin
- 1989 – Ingenio et arti-medaljen
- 1991 – Det Treschowske Fonds Legat
- 1992 – Georg Brandes-priset